# Френклин (Индијана)
Френклин (енгл. Franklin) град је у америчкој савезној држави Индијана.

## Демографија
По попису из 2010. године број становника је 23.712, што је 4.249 (21,8%) становника више него 2000. године.
| Група             | 2000.          | 2010.          |
| Белци             | 18.680 (96,0%) | 22.233 (93,8%) |
| Афроамериканци    | 229 (1,2%)     | 325 (1,4%)     |
| Азијати           | 99 (0,5%)      | 184 (0,8%)     |
| Хиспаноамериканци | 254 (1,3%)     | 586 (2,5%)     |
| Укупно            | 19.463         | 23.712         |